# Мылотависка
Мылотависка (Мылотовиска) — река в России, течёт по территории Заполярного района Ненецкого автономного округа и городского округа Усинск Республики Коми. Вытекает из озера Мылотаты на высоте 134 м над уровнем моря. Устье реки находится в 33 км по левому берегу реки Тибейвиска. Длина реки составляет 52 км.

## Данные водного реестра
По данным государственного водного реестра России относится к Двинско-Печорскому бассейновому округу, водохозяйственный участок реки — Печора от впадения реки Уса до водомерного поста Усть-Цильма, речной подбассейн реки — бассейны притоков Печоры ниже впадения Усы. Речной бассейн реки — Печора.
Код объекта в государственном водном реестре — 03050300112103000073768.